# Barberini Faun
A Barberini Faun vagy Alvó szatír Kr. e. 200 körül keletkezett márványszobor, a hellenisztikus szobrászat remeke. Alkotója ismeretlen. Egy hanyagul, szétvetett lábakkal alvó fiatal férfit (részeg szatírt?) ábrázol. A 17. században találták torzó formában, a Barberini-palota melletti építkezések során. Hiányzó részeit Giorgietti, Ottone és Pacetti szobrászok pótolták. A szobrot a müncheni Glypothek őrzi.